# Euphorbia acalyphoides
Euphorbia acalyphoides es una especie de planta suculenta perteneciente a la familia de las euforbiáceas. Es originaria de África.

## Descripción
Es una planta herbácea anual que alcanza los 15-60 cm de altura con ramas extendidas, a veces ligeramente hinchadas y suculentas, tallo y ramas longitudinalmente acanaladas, no espinosas.

## Distribución
Se encuentra en el este de África en Egipto y el Cuerno de África entre matorrales de Acacia, en  suelos arenosos; en áreas abiertas de suelo arenoso; en asociación con Acacia etbaica y Acacia seyal, en suelos pedregosos, a una altitud de  35 a 1550 metros.

## Taxonomía
Euphorbia acalyphoides fue descrito por Hochst. ex Boiss y publicado en Prodromus Systematis Naturalis Regni Vegetabilis 15(2): 98. 1862.
Etimología
Ver: Euphorbia Etimología
acalyphoides: epíteto latino que significa "parecida a una ortiga".
Variedades
- Euphorbia acalyphoides subsp. acalyphoides

sinonimia
- Euphorbia thelesperma Hochst. ex Boiss.
- Euphorbia acalyphoides var. arabica Boiss.
- Euphorbia fodhliana Deflers
- Euphorbia incurva N.E.Br. (1913)
- Euphorbia acalyphoides subsp. cicatricosa S.Carter
- Euphorbia acalyphoides subsp. acalyphoides[4][5]